# Tiriolo
Tiriolo est une commune de la province de Catanzaro, dans la région Calabre, en Italie.

## Géographie
La ville est construite au nord de l'isthme de Catanzaro, sur une colline séparant la vallée du fleuve Amato (it), qui se jette dans la mer Tyrrhénienne (golfe de Sainte-Euphémie), de celle du fleuve Corace (it), qui se jette dans la mer Ionienne (golfe de Squillace).

## Histoire
C'est à Tiriolo qu'a été découverte en 1640 une inscription sur plaque de bronze portant le texte du Senatus Consultum de Bacchanalibus de 186 av. J.-C., prohibant les Bacchanales, fêtes en l'honneur de Bacchus qui étaient organisées par des sociétés secrètes et avaient tendance à dégénérer en orgies, ce que le Sénat considéra comme une menace pour l'ordre public. Cet objet prestigieux a été offert en 1727 à l'empereur Charles VI et se trouve maintenant à Vienne, au Kunsthistorisches Museum.

## Administration
| Période                                  | Période  | Identité       | Étiquette | Qualité |
| ---------------------------------------- | -------- | -------------- | --------- | ------- |
| 30 mai 2006                              | En cours | Domenico Greco |           |         |
| Les données manquantes sont à compléter. |          |                |           |         |

### Hameaux
Pratora, Sarrottino, Rocca, Ferrito, Soluri

### Communes limitrophes
Catanzaro, Gimigliano, Marcellinara, Miglierina, San Pietro Apostolo, Settingiano

## Personnalités liées à la commune
- Marco Cardisco (v. 1486 - v. 1542), peintre de l'école napolitaine, actif entre 1508 et 1542.